# الاعلام و التبیین فی خروج الملاعین الفرنج علی دیار المسلمین
الاعلام و التبیین فی خروج الملاعین الفرنج علی دیار المسلمین تألیف ابن حریری از نویسندگان ناشناخته قرن دهم هجری است. این کتاب گاهشمار مختصر و نه چندان دقیق جنگ‌های حدوداً دویست ساله صلیبی است و چون این کتاب و الاعتبار تنها دو مکتوب اختصاصی تاریخ‌نگاری اسلامی است با هم و با عنوان متون اسلامی چاپ شده‌اند.